# Переверзєв Олексій Сергійович
Олексі́й Сергі́йович Переве́рзєв (27 березня 1938, Харків - 30 листопада 2015, Харків) — український вчений, педагог, хірург, доктор медичних наук, професор.

## Життєпис
Закінчив Курський медичний інститут, аспірантуру Київського інституту урології.Учень Карпенка Віктор Степановича.
У 1967—1988 роках працював у Київському НДІ урології, з 1988 — професор кафедри урології Харківського інституту удосконалення лікарів, у 1989—2006 роках очолював кафедру.
Під його керівництвом захистили 27 кандидатських та 2 докторські дисертації.
Є автором до 250 наукових робіт, з них 9 монографій, в тому числі «Хірургія пухлин нирки та верхніх сечових шляхів» — 2007.
Засновник першого в Україні відділення судинної урології. Розробив операції при гідронефрозі, нирковій гіпертонії, пухлинах нирок.
Лауреат Державної премії — за розробку проблеми хірургічного лікування захворювань передміхурової залози.
Заслужений діяч науки і техніки, нагороджений медалями «Ветеран праці» і «В ознаменування 1500-ліття Києва», відмінник охорони здоров'я. 2008 року нагороджений грамотою Верховної Ради України.
1997 року вийшла друком його монографія «Хірургія пухлин нирки та верхіх сечових шляхів».
Зареєстровані його патенти, зокрема:
- «Спосіб профілактики вторинних порушень з боку правої нирки під час радикальної лівосторонньої нефректомії й венокаватромбектомії, проведених із приводу нирково-клітинного раку з інвазією в порожню вену», в групі авторів — Ілюхін Юрій Анатолійович, Россіхін Василь В'ячеславович, Щукін Дмитро Володимирович,
- «Спосіб підвищення онкоімунорезистентності при виконанні радикальної нефректомії з приводу нирково-клітинного раку», також Ілюхін Юрій Анатолійович, Россіхін Василь Вячеславович, Шусь Артур Всеволодович,
- «Спосіб лікування синдрому Фрейлі», також співавтор Андреєв Андрій Олександрович,
- «Спосіб лікування раку передміхурової залози шляхом проведення комплексного лікування, яке включає орхіектомію у поєднанні з естрогенотерапією», Григоренко В'ячеслав Миколайович, Клименко Іван Олександрович, Смирнова Зоя Сергіївна, Устинов Андрій Тихонович.